# ثيودوروس دبليو. بريفارد
ثيودوروس دبليو. بريفارد هو قاضي وسياسي أمريكي، ولد في 24 سبتمبر 1804 في كارولاينا الشمالية في الولايات المتحدة، وتوفي بنفس المكان في 1877. انتخب Florida Comptroller ‏ (24 يناير 1855 – 14 ديسمبر 1860) وانتخب Florida Comptroller ‏ (3 أبريل 1854 – 27 نوفمبر 1854).